# فرانسيس باركلي
فرانسيس باركلي (بالإنجليزية: Frances Barkley)‏: فرانسيس باركلي متزوجة ل17-عاما من الكابتن وليام تشارلز باركلي. واعتبرت أول امرأة أوروبية زارت الساحل الغربي لكندا. فرانسيس كانت أول امرأة أبحرت في جميع أنحاء العالم دون خداع. ومن المعروف أن امرأتين فقط أبحرتا حول العالم قبل فرانسيس وهما: جين باري، متنكرة في زي رجل، وروز دي Freycinet، زوجة لويس دي Freycinet.